# Preiddeu Annwfn
Preiddeu Annwfn ['preiðei 'annuvn] („Die Beute aus Annwfn“, „Die Beraubung von Annwfn“) ist der Titel eines 60 Zeilen langen Gedichtes, das im Llyfr Taliesin („Das Buch Taliesins“) aus dem 14. Jahrhundert enthalten ist. Es dürfte nach linguistischen Vergleichen allerdings bereits zwischen 850 und 1050 entstanden sein.

## Inhalt
König Artus und sein Gefolge segeln mit Artus’ Schiff Prydwen nach Annwfn, einem mythischen Land, das auch als Andere Welt interpretiert wird. Ziel der Fahrt ist die Erbeutung eines magischen, edelsteinbesetzten Kessels, der in einer gläsernen Festung aufbewahrt wird. Dieser Kessel wird durch den Atem von neun Jungfrauen erhitzt und nur die tapfersten Krieger dürfen in ihm ihre Speisen zubereiten.
Aus dem Kessel wurde mein Preislied gesprochen, den der Atem von neun Jungfrauen erwärmte. Der Kessel des Fürsten der Anderen Welt, was ist seine Eigenart? An seinem Rande dunkelblau und Edelstein, kocht er dem Feigen Speise nicht, es ist ihm nicht bestimmt.
Neben dem Versuch, den Kessel zu erbeuten, treibt auch die Hoffnung, den dort gefangenen Gweir befreien zu können, König Artus zu diesem Feldzug in die Anderswelt. Die Expedition ist aber offenbar ein Fehlschlag, denn im Refrain, der jede Strophe abschließt, beklagt der Dichter, dass lediglich sieben Männer wieder in die Heimat zurückkamen.
In drei Schiffsladungen von Prydwen fuhren wir dorthin, und bis auf sieben kam niemand zurück von Caer Siddi [der Elfenburg = Anderswelt].
Diese Verszeile schließt jede Strophe des Gedichtes ab, nur der Name der Burg wird variiert: Caer vedwit = Burg der Trunkenheit; Caer Golud = Burg der Mitte/Eingeweide; und andere.
In einer Nebenhandlung (Ebostol Pwyll a Phryderi, „Die Geschichte von Pwyll und Pryderi“) werden Pwyll und Pryderi, die Hauptfiguren des Mabinogion, genannt.
Prächtig war nach dem Bericht von Pwyll und Pryderi der Kerker von Gweir in Caer Siddi.
Ein Versuch der Lokalisation von Annwfn mit der Isle of Wight oder mit Lundy Island (ca. 30 km vor der Küste von Devonshire) durch Sims-Williams wird von anderen Keltologen abgelehnt.
Der magische Kessel ist ein immer wiederkehrendes Motiv in keltischen Sagen, vom Zauberkessel des Dagda über Efnisiens lebensrettendes Gefäß, Dyrnwchs Kessel, der Gut und Böse erkennt, bis zum Heiligen Gral.
Das Schiff Prydwen wird auch in der Erzählung Mal y kavas Kulhwch Olwen („Wie Kulhwch Olwen errungen hat“) erwähnt, wo es Artus, Kulhwch und die anderen Gefährten von Wales nach Irland und wieder zurück bringt. Auch hier geht es um den Raub eines Kessels, eine der Aufgaben, die der Riese Ysbaddaden als Bedingung für die Hochzeit seiner Tochter Olwen gestellt hat. In Geoffrey von Monmouths Historia Regum Britanniae wird allerdings Artus’ Schild Prydwen genannt.

## Weblink
- Sarah Higley (Übers.): PREIDDEU ANNWN: „The Spoils of Annwn“. In: The Camelot Project (englisch)